# В зарослу канаву легко падати
«В зарослу канаву легко падати» (латис. «Aizaugušā grāvī viegli krist») — латвійський радянський художній фільм режисера Яніса Стрейча, знятий на Ризькій кіностудії у 1986 році.

## Сюжет
Новий секретар парторганізації колгоспу «Росме» наполегливо веде безкомпромісну боротьбу з пережитками, вкоріненими в побуті, здавалося б цілком процвітаючого господарства. На його боці багато з тих, кому набридло пияцтво і кумівщина.
Але у деяких з колгоспників, починаючи з голови, є власні причини бути незадоволеними методами новачка. Вони плетуть інтриги, бажаючи викликати невдоволення начальства, пишуть анонімні листи і розпускають брудні чутки про любовні пригоди молодого парторга.

## У ролях
- Яніс Паукштелло —  Вітолдс
- Юріс Леяскалнс —  Вандерс
- Індра Бурковська —  Зане
- Гірт Яковлєв —  Яніс
- Гунарс Цилінскіс —  Дзелскалейс
- Улдіс Думпіс —  Вілсон
- Варіс Ветра —  Кайзак
- Ліґа Ліепіня —  Лайміте
- Евалдс Валтерс —  Торніс
- Леонід Грабовскіс —  тракторист
- Байба Індріксоне —  директор школи
- Олга Дреге —  доярка
- Віра Сингаєвська —  епізод

## Знімальна група
- Автори сценарію: Паулс Путніньш, Яніс Стрейч
- Режисер-постановник: Яніс Стрейч
- Оператор-постановник: Харій Кукелс
- Композитор: Улдіс Стабулніекс
- Художник-постановник: Юріс Байкс